# گوتبورن
گوتبورن (به آلمانی: Guteborn) یک شهر در آلمان است که در اوبرشپریوالد-لاوزیتس واقع شده‌است. گوتبورن ۶۰۱ نفر جمعیت دارد.